# نعيمة عاكف
نعيمة عاكف (7 أكتوبر 1929  - 23 أبريل 1966)، ممثلة مصرية.

## عن حياتها
قدمت فن الرقص والغناء والمونولوج والتمثيل. أسعدت الملايين وكان حظها في هذا العالم قليلاً، تزوجت مرتين ورزقت بطفل وحيد وهاجمها وحش المرض الذي أنهى حياتها التي كانت مفعمة بحب الحياة والسيرك والفن، حياة قصيرة في العمر..
وقد جاءت اسرتها من قنا في الصعيد وولدت في مدينة طنطا حيث كان سيرك والدها، يقدم عروضه خلال ليالي الاحتفال بمولد السيد البدوي وخرجت نعيمة إلى النور لتجد نفسها بين الوحوش والحيوانات والألعاب البهلوانية مثل أبيها وأمها وسائر أفراد أسرتها، ولما بلغت سن العاشرة تزوج والدها من أخرى غير والدتها التي اضطرت إلى ترك السيرك مع أولادها لتستقر في شقة متواضعة بشارع محمد علي ثم انتقلت نعيمة إلى ملهى الكيت كات الذي كان يرتاده معظم مخرجي السينما، فالتقطها المخرج أحمد كامل مرسي وقدمها كراقصة في فيلم ست البيت ومنه اختارها المخرج حسين فوزي لتشارك في بطولة فيلمه العيش والملح وبعده تعاقد معها على احتكار وجودها في الأفلام التي يخرجها لحساب نحاس فيلم وقامت بأول بطولة سينمائية لها في لهاليبو ورغم فارق السن الكبير بينهما إلا أن المخرج حسين فوزي تزوجها ونقلها من شارع محمد علي إلى فيلا بمصر الجديدة. وتوالت أفلامها ولمع نجمها في السينما من خلال أفلام: بلدي وخفة، بابا عريس، فتاة السيرك، جنة ونار، تمر حنة، يا حلاوة الحب. وبعد عشرة أعوام من الزواج انفصلت نعيمة عن زوجها في هدوء شديد بعد أن أخرج لها 15 فيلماً آخرها فيلم أحبك ياحسن ثم تزوجت من المحاسب صلاح الدين عبد العليم وأنجبت منه ابنها الوحيد محمد صلاح الدين عبد العليم، وحصلت نعيمة عاكف على لقب أحسن راقصة في العالم من مهرجان الشباب العالمي بموسكو عام 1958 ضمن خمسين دولة شاركت في هذا المهرجان.

## وفاتها
شعرت نعيمة عاكف ببعض الألم أثناء عملها في فلم بياعة الجرايد وذلك في عام 1963 وعند عمل الفحوصات} اكتشفت أنها مصابة بداء السرطان وصارعت المرض في الثلاث سنوات الأخيرة من حياتها حيث توفيت في 23 أبريل 1966 بعد رحلة مع مرض سرطان الأمعاء وأنهت مشوار سبعة عشر عاماً من الفن والتألق والإبداع.

## ميراث الفن
عندما بلغت الرابعة من عمرها أراد والدها أن يعلمها الفن الذي يتوارثه أفراد الأسرة، لكنها لم تظهر استعدادا أو تبذل أي نشاط فلجأ إلى حيلة جعلتها تتعلم المبادئ الأولى في بضعة أيام، فبدلاً من أن يقوم بتعليمها، قام بتعليم شقيقتها الكبرى حركات جديدة أمامها وراح يشجع شقيقتها، وفي نفس الوقت يعيرها بأنها ضعيفة ولا تصلح للعمل مثل شقيقتها فامتلأت نفسها بالغيرة، وتعلمت مبادئ الأكروبات في بضعة أيام، وبعد عدة أسابيع تفوقت على شقيقتها وأصبحت نجمة الفرقة الأولى، مع أنها لم تكن قد أتمت العام الرابع من عمرها، وكانت هي في هذه المرحلة من العمر تتشقلب وتغني وتستحوذ على إعجاب جمهور الفلاحين الذين كانوا يشاهدونها، مما شجعها عندما بلغت السادسة أن تطلب من والدها أن يخصص لها مرتبا، وإلا فإنها ستبحث عن سيرك آخر تعمل فيه، وكان رد الوالد علقة ساخنة وفي اليوم التالي جمعت ملابسها وانطلقت في الشوارع على غير هدي وقابلها بعض زبائن السيرك وعرفوا أنها هاربة من أسرتها، فحملوها على أكتافهم وأعادوها، وإزاء تهديدها بالهرب مرة أخرى قرر والدها أن يخصص لها مرتبا يوميا قدره قرشان إذا كان السيرك يعمل، وقرش واحد في حالة البطالة والإجازات الطويلة.

## هدايا المعجبين
وكثيرا ما كانت نعيمة تحصل على هدايا من المتفرجين من قبيل الإعجاب إضافة إلى الهدايا التي كانت تحصل عليها من والدتها وكان معظم هذه الهدايا «عرايس صغيرة» تتناسب مع مرحلة العمر التي تمر بها ونتج عن ذلك حبها للعرائس، فكانت كلما جمعت مبلغا من المال تشتري به عروسة.
وعندما بلغت الرابعة عشرة من عمرها كان سيرك والدها يقدم عروضه في طنطا خلال موسم الاحتفال بمولد السيد البدوي ولاحظت نعيمة أن رجلا ريفيا ميسور الحال يبدو أنه من الأعيان تحيط به شلة من أتباعه، يحرص على حضور عروضها كل ليلة، وكان يبالغ في التصفيق لها، ولم يكن إعجابه يتجاوز هذا الحد خصوصا أنه لم يكن مسموحا لأي رجل الاتصال بالعناصر النسائية في السيرك.
وذات ليلة فوجئت نعيمة بسيدة ريفية تطلب مقابلتها وتقدم لها علبة أنيقة وقالت لها: «سيدي البيه باعت لك الهدية دي» فلم تستطع نعيمة أن ترفض الهدية، وكم كانت فرحتها عندما فتحت العلبة ووجدت بها عروسة ذات خمسة مفاتيح وكل مفتاح له رقصة تختلف عن رقصة المفتاح الآخر، وكلما أدارت مفتاحا عزفت موسيقى شرقية جميلة، ورقصت عليها العروسة رقصة بديعة.

## سنية شيكابوم
وسمعت نعيمة من الناس وقتها أن أحسن راقصة في مصر كلها هي سنية شيكابوم فأطلقت على عروستها «شيكا بوم» وكانت عندما تنفرد بعروستها تقلد رقصتها، وبذلك تعلمت الرقص. وفي إحدى خلواتها بعروستها فاجأها والدها وهي ترقص وشيكابوم أمامها تعزف الموسيقى وتتمايل مع الأنغام فأخرج مسدسه وأطلق النار على العروسة فحطمها.
ومرت الأيام ونعيمة تنتقل مع السيرك من بلد إلى آخر، وذات يوم أحاط رجال البوليس بأفراد أسرتها من كل جانب وظهر أن الأب المقامر خسر كل ما معه ورهن السيرك بما فيه من معدات وأدوات.
واستقبلت القاهرة الأم وبناتها الأربع، وكنّ يسرن في الشوارع يتشقلبن في أكروبات رائعة ليكسبن بعض الملاليم. خلال هذه الفترة كانت نعيمة هي المنقذ الذي أبعد شبح الجوع عن الأسرة فقد كانت الأنظار تتابع حركاتها البهلوانية وهي تشفق على أنوثتها الصارخة أن تظل في الطريق، وتقدمت نعيمة للعمل مع والدتها وأخواتها في الصالات ورحبت بهن الصالات، وفتحت لهن ذراعيها بشرط استغلال أنوثتهن لكن الأم رفضت وفضلت الجوع.

## حكاية نعيمة مع الكسار
كان علي الكسار قد سمع عن بهلوانات الشوارع فاتفق مع نعيمة مقابل إثني عشر جنيها في الشهر لتعمل هي وشقيقاتها في فرقته، وظهرت نعيمة في مسرح الكسار، فبهرت الأنظار وهذا ما جعل بديعة مصابني تعرض عليهن العمل في فرقتها مقابل خمسة عشر جنيها، وكان ضمن فرقة بديعة فتاة تدعي تيشي تلقي مونولوجات على حركات رقص الكلاكيت، وكانت بديعة تشيد دائما بموهبتها فأحست نعيمة بالغيرة منها، وقررت أن تتعلم رقصة الكلاكيت وإلقاء المونولوجات فذهبت إلى مدرب للرقص ليعلمها فطلب أجرا كبيرا عن كل حصة، ولم تكن مواردها تسمح بدفع هذا الأجر فقررت أن تعلم نفسها بنفسها، وفي أحد الأيام انتهزت فرصة غياب تيشي ودخلت حجرتها وسرقت الحذاء الذي كانت ترقص به،
ودهشت من قطع الحديد الموجودة في هذا الحذاء، ووضعته في قدميها وبدأت في تقليد الرقصة، وبعد ساعتين من التدريب المتواصل تعلمتها، وأخذت الحذاء معها، وذهبت إلى عامل أحذية وطلبت منه أن يضع في حذائها قطع حديد مشابهة، وفي اليوم التالي أعادت الحذاء إلى مكانه، وبدأت التدريب بحذائها، وبعد أسبوع ذهبت إلى بديعة مصابني وطلبت منها أن تتيح لها فرصة تقديم رقصة الكلاكيت، وبعد تردد سمحت بديعة لها وهي غير مقتنعة، وعندما أنهت الرقصة صفقت لها بديعة بحرارة مع الجمهور.

## الرقص في موسكو
في عام 1953 تزوجت المخرج الشهير حسين فوزي وسكنت في فيلا فاخرة وامتلكت سيارة وأصبح لها رصيد في البنوك، وشعرت بأنها لم تحصل على قسط كاف من التعليم لأن عملها في السيرك كان يمنعها من الاستقرار في كتاب أو مدرسة فاستعانت بمدرّسين تلقت منهم دروسا في العربية والإنجليزية والفرنسية وبذلك أصبحت تتحدث ثلاث لغات. وفي عام 1956 اختارها زكي طليمات بطلة لفرقة الفنون الشعبية في العمل الوحيد الذي قدمته هذه الفرقة وكان أوبريت بعنوان يا ليل يا عين تأليف يحيي حقي. في شهر سبتمبر من عام 1956 سافرت نعيمة مع البعثة المصرية إلى الصين لتقديم الأوبريت. وفي عام 1957 سافرت إلى موسكو لعرض ثلاث لوحات استعراضية كانت الأولى تحمل اسم مذبحة القلعة والثانية رقصة أندلسية والثالثة حياة الفجر.
وبسبب انطلاق نعيمة عاكف في مختلف المجالات، إضافة إلى أسفارها العديدة، دبت الغيرة في قلب حسين فوزي مما أدى إلى تعثر حياتهما الزوجية، فوقع الطلاق في عام 1958، وبعد عام كامل من الطلاق تزوجت المحاسب القانوني صلاح الدين عبد العليم وكانت قد تعرفت عليه عندما ذهبت إلى مكتبه لاستشارة قانونية بعدها أصبح المسؤول عن عقودها وارتباطاتها المالية.
وتغيرت حياة نعيمة عاكف بعد زواجها الثاني، كان الزوج الأول يبيح لها الظهور ببدلة الرقص في الحفلات والملاهي وعلى الشاشة، أما أول عمل قام به الزوج الثاني فهو اعتقال بدلة الرقص في دولاب ملابسها.
وفي عام 1966 فاضت روحها بعد رحلة مع المرض حيث كانت قد أصيبت بنزيف في المعدة ونقلت إلى المستشفي وظلت به أكثر من شهر ثم تحسنت صحتها فعادت إلى بيتها لكن المرض عاودها من جديد فتقرر سفرها للعلاج في الخارج على نفقة الدولة لكن صحتها لم تكن تسمح بعد أن تدهورت حالتها بصورة خطيرة ومفاجئة، وماتت نعيمة عاكف وهي على ذمة زوجها الثاني ولها منه ابن وحيد وهي لم تتجاوز السابعة والثلاثين من عمرها وشاركت في بطولة خمسة وعشرين فيلما من أنجحها لهاليبو وأربع بنات وضابط.

## أفلامها
قائمة بالأفلام التي مثلتها نعيمة عاكف، مع الإشارة بأنها ظهرت راقصة فقط في بعض أفلامها الأولى.
| اسم الفيلم      | تاريخ العرض    | المخرج         |
| --------------- | -------------- | -------------- |
| حب لا يموت      | 4 أكتوبر 1948  | محمد كريم      |
| آه يا حرامي     | 1948           |                |
| العيش والملح    | 17 يناير 1949  | حسين فوزي      |
| ست البيت        | 11 أبريل 1949  | أحمد كامل مرسي |
| لهاليبو         | 26 سبتمبر 1949 | حسين فوزي      |
| بلدي وخفة       | 2 أبريل 1950   | حسين فوزي      |
| بابا عريس       | 4 سبتمبر 1950  | حسين فوزي      |
| فرجت            | 5 يوليو 1951   | حسين فوزي      |
| فتاة السيرك     | 17 سبتمبر 1951 | حسين فوزي      |
| يا حلاوة الحب   | 29 أكتوبر 1952 | حسين فوزي      |
| جنة ونار        | 1 ديسمبر 1952  | حسين فوزي      |
| النمر           | 14 يناير 1952  | حسين فوزي      |
| مليون جنيه      | 7 ديسمبر 1953  | حسين فوزي      |
| نور عيوني       | 19 أبريل 1954  | حسين فوزي      |
| عزيزة           | 1 نوفمبر 1954  | حسين فوزي      |
| أربع بنات وضابط | 28 مارس 1954   | أنور وجدي      |
| مدرسة البنات    | 7 فبراير 1955  | كامل التلمساني |
| بحر الغرام      | 13 نوفمبر 1955 | حسين فوزي      |
| تمر حنة         | 1 يوليو 1957   | حسين فوزي      |
| أحبك يا حسن     | 14 أبريل 1958  | حسين فوزي      |
| خلخال حبيبي     | 2 مايو 1960    | حسن رضا        |
| الزوج المتشرد   | 1960           | حسن الصيفي     |
| الحقيبة السوداء | 6 أبريل 1964   | حسن الصيفي     |
| بياعة الجرايد   | 18 نوفمبر 1963 | حسن الإمام     |
| من أجل حنفي     | 7 يونيو 1964   | حسن الصيفي     |
| أمير الدهاء     | 1 فبراير 1964  | هنري بركات     |

## روابط خارجية
- نعيمة عاكف على موقع IMDb (الإنجليزية)
- نعيمة عاكف على موقع الدهليز
- نعيمة عاكف على موقع قاعدة بيانات الأفلام العربية
- نعيمة عاكف على موقع قاعدة بيانات الفيلم (الإنجليزية)
- نعيمة عاكف على موقع كينوبويسك (الروسية)